# Geza Szobel
Geza Szobel, né le 5 septembre 1905 à Komárno et mort le 12 juin 1963 à Boulogne-Billancourt, est un peintre, graveur et aquarelliste franco-hongrois de l'École de Paris. 

## Biographie
Formé à Berlin et à Prague, Géza Szobel s'installe à Paris en 1934, où il est proche de Marc Chagall, Emmanuel Mané-Katz, Louis Aragon, Le Corbusier, et travaille avec le couple Delaunay. Dans cette atmosphère, il forge son style propre semi-figuratif[Quoi ?] teinté de surréalisme. Il fait l'objet de nombreuses expositions, et participe à la décoration du Palais de l’Air et de la fresque la Fée Electricité, dans l’équipe dirigée par Sonia Delaunay pour l'Exposition Universelle des Arts et Techniques de 1937.[réf. nécessaire]
Il revient à la figuration pendant la Seconde Guerre mondiale — il s'engage alors en France puis en Angleterre dans la Royal Air Force — qui lui inspire une série de dessins et estampes inspirés des crimes de guerre et des pogroms, constitués de personnages torturés et de scènes d'épouvante.
Françoise de Perthuis restitue que c'est après la guerre que Geza Szobel « revient aux grands rythmes géométriques et expose à Paris et dans plusieurs capitales étrangères. Sa dernière période est très dépouillée, évoluant vers une abstraction un peu nuageuse en camaïeu blanc, gris et noir »

## Œuvres

### Livres illustrés
- Geza Szobel, La sueur froide, suite de dix-neuf eaux-fortes originales, Éditions Sans, 1940.
- Geza Szobel, Civilisation, Penguin Books, 1942[5].

### Médailles
- Anges pleurant la Tchécoslovaquie crucifiée sur une svastika, médaille de bronze en mémoire des soldats du 2e bataillon tchécoslovaque morts dans la bataille de France en 1940. Éditée à Birmingham, 1941[6].

## Expositions

### Expositions personnelles
- Czechoslovak Institute, Londres, Geza Szobel, dessins témoignages de la guerre, juillet 1942.
- Victor Waddington Galleries, Dublin, 1945.
- Galerie de France, Paris, février Mars 1947, décembre 1951.
- Galerie Blumenthal, Paris, 1963.
- Claude Robert, commissaire-priseur, vente de l'atelier Geza Szobel, Hôtel Drouot, Paris, 18 mai 1971 et 15 février 1976[4].
- Kálmán Makláry Fine Arts, Budapest, 2012[7], 2023

### Expositions collectives
- Salon des Surindépendants, Paris, de 1934 à 1939[8].
- Salon de Mai, Paris, plusieurs participations entre 1945 et 1962[3].
- Exposition organisée à l'occasion des États généraux du désarmement, Cercle Volney, Paris, mai 1963.

## Réception critique
« On commence à comprendre la singularité profonde de cet artiste qui s'est fixé à Paris à 30 ans et a adopté la nationalité française. Dans ses peintures et plus encore dans ses aquarelles transparentes, il oscille perpétuellement entre figuration et abstraction. Il plonge les formes dans un halo poétique sous lequel transparaît toujours l'ordonnance de la composition. » - Gérald Schurr

## Collections publiques
- France
  - Grenoble, musée de Grenoble : Les Écossais, huile sur bois.
  - Paris, musée national d'Art moderne.
  - Puteaux, Fonds national d'art contemporain.

- Luxembourg
  - Luxembourg, musée d'Art moderne Grand-Duc Jean.

- Suisse
  - Pully, musée d'Art de Pully[10].